# Евстигнеева, Лилия Дмитриевна
Лилия Дмитриевна Евстигнеева (урождённая Журкина; 12 октября 1937, Москва — 17 августа 1986, Москва) — советская актриса театра и кино. Жена артиста Евгения Евстигнеева с 1966 по 1986 год.

## Биография
Родилась 12 октября 1937 года в Москве. Мать — преподаватель начальных классов. В 1962 году окончила Школу-студию Московского художественного академического театра (МХАТ).
С 1963 по 1964 годы — актриса Московского театра «Современник».
Первым мужем Журкиной был скульптор Олег Антонович Иконников (1927—2004).
В начале 1960-х годов у Журкиной возник роман с актёром Евгением Евстигнеевым, женатым на тот момент на Галине Волчек. По воспоминаниям самой Лилии Журкиной, увидев впервые Евстигнеева на сцене, она подумала: «Господи, какой же старый и страшный мужик!». Евстигнеев начал за ней ухаживать. Вскоре браки обоих распались — Галина Волчек, узнав об измене мужа, потребовала развода. Журкиной с третьего раза удалось уйти от Иконникова, который категорически не хотел её отпускать. Журкина вышла замуж за Евстигнеева, который старше её на 11 лет, в 1966 году, после чего была вынуждена уйти из театра. В мае 1968 года у них родилась дочь Мария.
После того, как Евстигнеевы стали жить вместе, они снимали комнату у актёра Владимира Сошальского, потом у Олега Табакова, возле метро «Аэропорт». Много позже, в 1970-е годы, получили отдельную квартиру на Суворовском бульваре.
В доме шумно, дымно и очень интересно. С Лилией Дмитриевной — женой Евгения Александровича — всегда легко и просто. Красивая, кокетливая и подкупающе бескорыстная, готовая отдать всё, что ни попросишь.
— Семён Зельцер, друг семьи Евстигнеевых.
С 1975 по 1982 годы — актриса МХАТ СССР имени Горького. Играла мало, в основном эпизодические роли.
Постепенно отношения в семье стали меняться. В кино Евстигнеева снималась довольно редко и практически всегда в паре со своим супругом. Тяжело переживала свою невостребованность в профессии. В последние годы жизни, почти каждый день, она устраивала дома скандалы мужу по любому поводу. В своей неустроенности она всё чаще обвиняла Евстигнеева. Ревновала его к ролям, славе. Евстигнеев всё реже приходил домой ночевать, ссылаясь на съёмки и репетиции.
Была больна аллергией, которая перешла в псориаз. В 1980-е годы тяжело заболела остеохондрозом, пристрастилась к алкоголю, пытаясь заглушить тоску и вызванную боль. Несколько раз предпринимала попытки свести счёты с жизнью с помощью таблеток.
Среди её самых близких подруг были артистки МХАТа — Светлана Семендяева и Марина Добровольская, поддерживала отношения с Валентиной Талызиной.
Евстигнеев пытался лечить жену, перевозил из одной больницы в другую, прибегал к помощи экстрасенсов, но это не дало положительного результата.
Евстигнеева скончалась в Москве 17 августа 1986 года в возрасте 48 лет. Похоронена на Кунцевском кладбище Москвы (участок № 10).
После смерти жены Евстигнеев перенёс инфаркт. Всего они прожили вместе 23 года, из них в браке — 20 лет.

## Фильмография
| - 1964 — До свидания, мальчики — красотка на пляже - 1966 — Скверный анекдот — гостья - 1969 — Чайковский — гостья на приёме - 1970 — Шаг с крыши - 1971 — Офицер запаса — эпизод - 1973 — Райские яблочки — эпизод - 1973 — Нейлон 100 % — жена Бадеева - 1975 — Любовь с первого взгляда - 1975 — Потрясающий Берендеев — мать Берендеева | - 1976 — В одном микрорайоне — доктор Зеленова - 1976 — Моя жена — бабушка - 1980 — Атланты и кариатиды — Лиза, жена Игнатовича, родная сестра Даши Карнач - 1980 — Старый Новый год — Инна - 1981 — Любимая женщина механика Гаврилова — женщина с бельём - 1982 — Попечители — Пивокурова - 1982 — Возчик Геншель — фрау Вермельскирх - 1984 — Перикола - 1985 — Ещё люблю, ещё надеюсь — Лидия |